# 時をかける少女 (曲)
「時をかける少女」（ときをかけるしょうじょ）は、1983年4月21日にキャニオン・レコードよりリリースされた原田知世の3枚目のシングル。
オリジナル7インチ・シングル盤の規格品番は7A0275。

## 概要
表題曲は原田が主演した同年公開の映画『時をかける少女』の主題歌。映画本編後のエンディングテーマとして使用され、劇中の撮影現場をつないだミュージカル風の映像とともに原田が歌唱している。B面曲「ずっとそばに」も歌詞の中に『時をかけてゆくわ』というフレーズがある。
シングル版はオリジナル・アルバム未収録だが、『時をかける少女 オリジナル・サウンドトラック』（1983年7月7日発売）を始め、多くのベスト・アルバムやオムニバス・アルバムに収録されている。初回プレス盤と通常盤ではジャケットが異なっており、初回盤はレコードジャケットにラベンダーの香りが付されていた。

## 背景
姉の影響もあり、原田は松任谷の楽曲を幼い頃からよく聴いていたといい、松任谷に曲を書いてもらえるというだけで家族にとっても大ニュースとなり、「これはちゃんと歌わなきゃ!」と、とにかく一生懸命歌ったと振り返っている。初めて曲を聴いた時の印象は、一度聴いたら忘れられない強いメロディで、歌うにはすごく難しい曲だなと思ったと回顧しており、長崎にいる姉に「どうやって歌ったらいいかな?」と電話で相談しながらカセットテープを聴いて練習したと話している。
B面曲「ずっとそばに」と共に松任谷由実が作詞・作曲を手掛けている。松任谷が ″松任谷由実″ 名義で発表した作品の大部分は、雲母音楽出版（©KIRARA MUSIC PUBLISHER）を出版者として登録されているが、本作は2018年現在で角川メディアハウス （©KADOKAWA MEDIA HOUSE INC.）を出版者としてJASRACに登録されている。

## チャート成績
チャート最高順位は週間2位にチャートインし、オリコンチャートの登場週数は26週、累計販売枚数は58.7万枚を売り上げた。
『レコード・コレクターズ』（2014年11月号）の特集「80年代女性アイドル・ソング・ベスト100」で1位。

## 収録曲
作詞・作曲：松任谷由実／編曲：松任谷正隆
1. 時をかける少女［3:49］
2. ずっとそばに［4:38］

## 別バージョン
後年に3回アレンジされ、シングル盤を含む4盤とも、それぞれ発売レコード会社が異なる。
原田はデビュー当時の歌声が印象強く、年齢を経ると違和感が増して歌唱に迷いが生じた。1990年「ヒットパレード'90s」を最後に本作品を歌唱しなかったが、デビュー25周年の2007年11月に発売されたアルバム『music & me』で、アコースティック・ギターの伴奏とともにボサノヴァ風に仕立てた編曲で再びセルフカバー。以来、ライブでも自然に歌唱、2017年の35周年記念アルバム『音楽と私』でも弦楽器を加え再アレンジした。

### リアレンジ
- ミニ・アルバム『バースデイ・アルバム』（1983年11月28日、東芝EMI） - 新川博編曲。
- ベスト・セレクションアルバム『POCHETTE』（1986年11月1日、東芝EMI） - 新川博編曲。
- ベスト・アルバム『From T』（1987年11月28日、CBSソニー） - 後藤次利編曲。
- アルバム『music & me』（2007年11月28日、in the garden records） - 伊藤ゴロー編曲。
- セルフカバー・アルバム『音楽と私』（2017年7月5日、ユニバーサルミュージック） - 伊藤ゴロー編曲。

### カバー
- 松任谷由実 - アルバム『VOYAGER』にてセルフカバー（1983年12月1日）、ベストアルバム『Neue Musik』（1998年11月6日）再録。作詞・作曲者によるセルフカバー。
- 林憶蓮 - 広東語版「第一次約會」、アルバム『林憶蓮』収録（1985年4月）。
- 清水愛 - アルバム『Angel Fish』収録（2003年7月24日）。
- あらし（白石涼子）、カヤ（名塚佳織）、やよゐ（野中藍）、加奈子（堀江由衣） - シングル「乙女の順序」収録（2009年11月26日）。
- いきものがかり - シングル「ノスタルジア」収録（2010年3月10日）。
- 園原杏里（花澤香菜） - テレビアニメ『デュラララ!!』DVD8巻完全生産限定版付属の『カバーソングコレクションCD』（2010年9月22日）に収録。
- W.C.D.A. - 配信シングル『時をかける少女 (2016 House Remix)』収録（2016年4月27日）。
- 倉野尾成美、下尾みう、田口愛佳、成田香姫奈、福岡聖菜、向井地美音（AKB48） - AKB48のアルバム『なんてったってAKB48』収録（2024年12月25日）。

## 派生楽曲
- 松任谷由実「時のカンツォーネ」 -  1997年の映画『時をかける少女』の主題歌、本作の歌詞を一部改変して異なるメロディを付けた。アルバム『スユアの波』 （1997年12月5日）に収録された。
- ハウス食品のインスタントラーメン「303」のCMに、本作のパスティーシュと類推される楽曲「お湯をかける少女」が用いられた[10]。出演は工藤夕貴。